# 大塚力
大塚 力（おおつか つとむ、1926年 - ）は、食物文化史学者。

## 略歴
愛知県生まれ。上智大学卒、名古屋大学大学院修士課程修了、戸板女子短期大学教授、図書館長。日本を中心とした食生活の歴史を研究した。

## 著書
- 『食物食事史』雄山閣 1960
- 『べんとう物語』雄山閣出版 物語歴史文庫 1971
- 『食生活文化考 米食を中心として』雄山閣出版 1977
- 『「食」の近代史』教育社歴史新書 日本史 1979
- 『日本食生活文化史』新樹社 1982

### 共著
- 『食物文化史』青木英夫共著 雄山閣出版 1957
- 『流行 衣・食・住』青木英夫共著 文祥社 1959
- 『新編食物史』青木英夫共著 雄山閣出版 1962
- 『食生活史』青木英夫共著 至文堂 1964
- 『生活史としての欧米文化小史』青木英夫共著 新樹社 1966
- 『衣と食の歴史』青木英夫共著 雄山閣 1969
- 『食生活近代史』編 雄山閣出版 1969
- 『世界生活史』青木英夫共著 新樹社 1983

## 注
1. ↑  『日本食生活文化史』著者紹介